# Amhaj
Amhaj eller sköterskehaj (Ginglymostoma cirratum) är en hajart som först beskrevs av Pierre Joseph Bonnaterre 1788.  Amhaj ingår i släktet Ginglymostoma och familjen Ginglymostomatidae. IUCN kategoriserar arten globalt som otillräckligt studerad. Inga underarter finns listade i Catalogue of Life.
Amhajen kan uppnå en längd av 4,3 meter och väga upp mot 330 kg.
Arten förekommer i östra Atlanten främst längs Afrikas västra kust söderut till Gabon. Dessutom är den dokumenterad från Frankrikes kust. I västra Atlanten sträcker sig utbredningsområdet från Rhode Island till Brasilien. Amhajen hittas även i Karibiska havet. En annan population lever i Stilla havet längs Amerikas kust från halvön Baja California till Peru. Hajen vistas nära kusten upp till ett djup av 130 meter.
Den bekräftade maximala längden är 3,08 meter men troligen kan enstaka exemplar bli upp till 4,5 meter långa.

## Bildgalleri

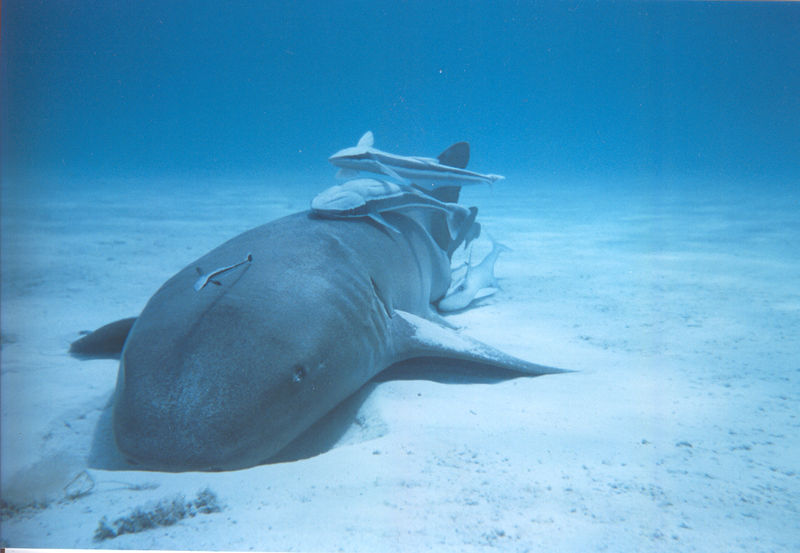
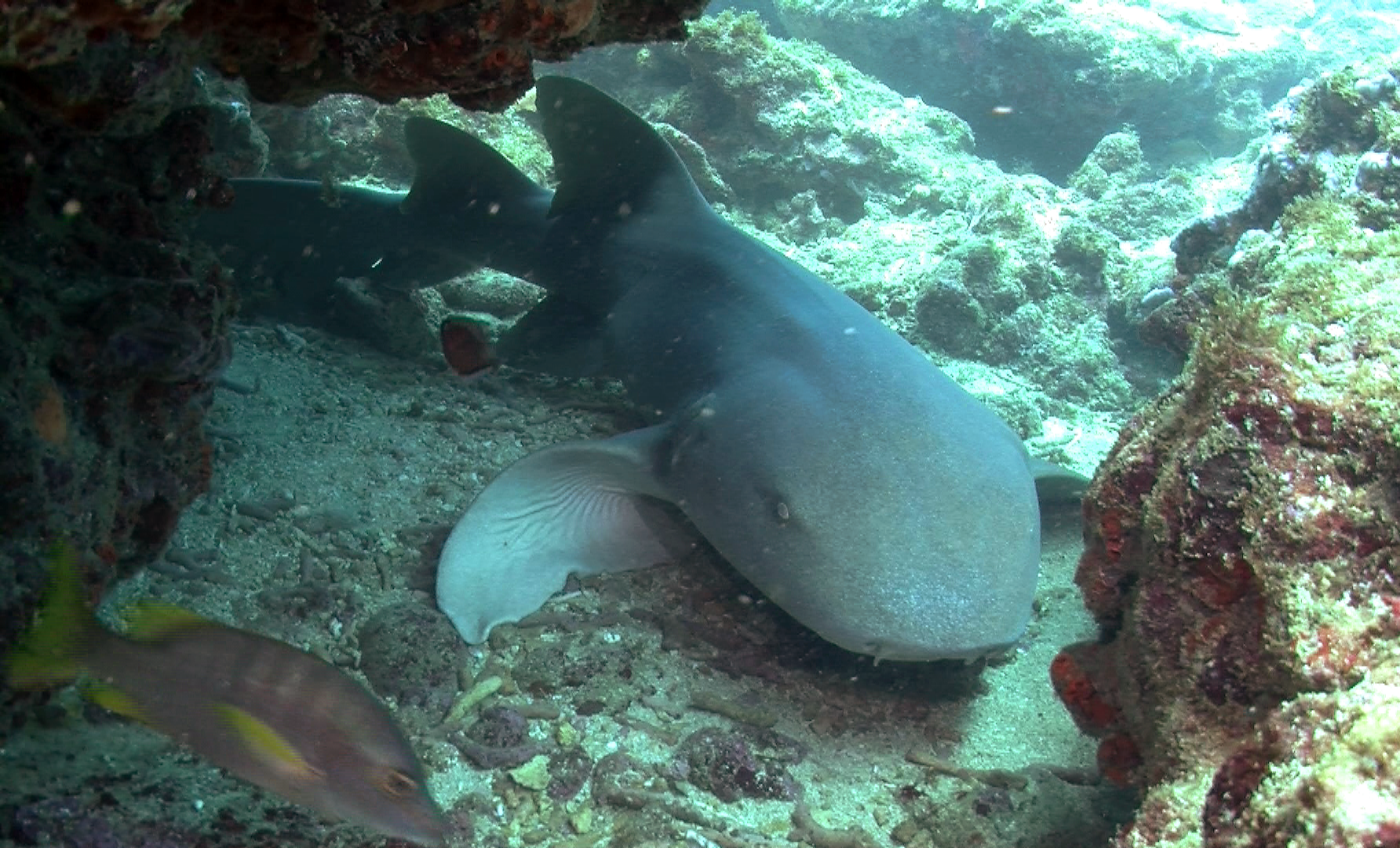
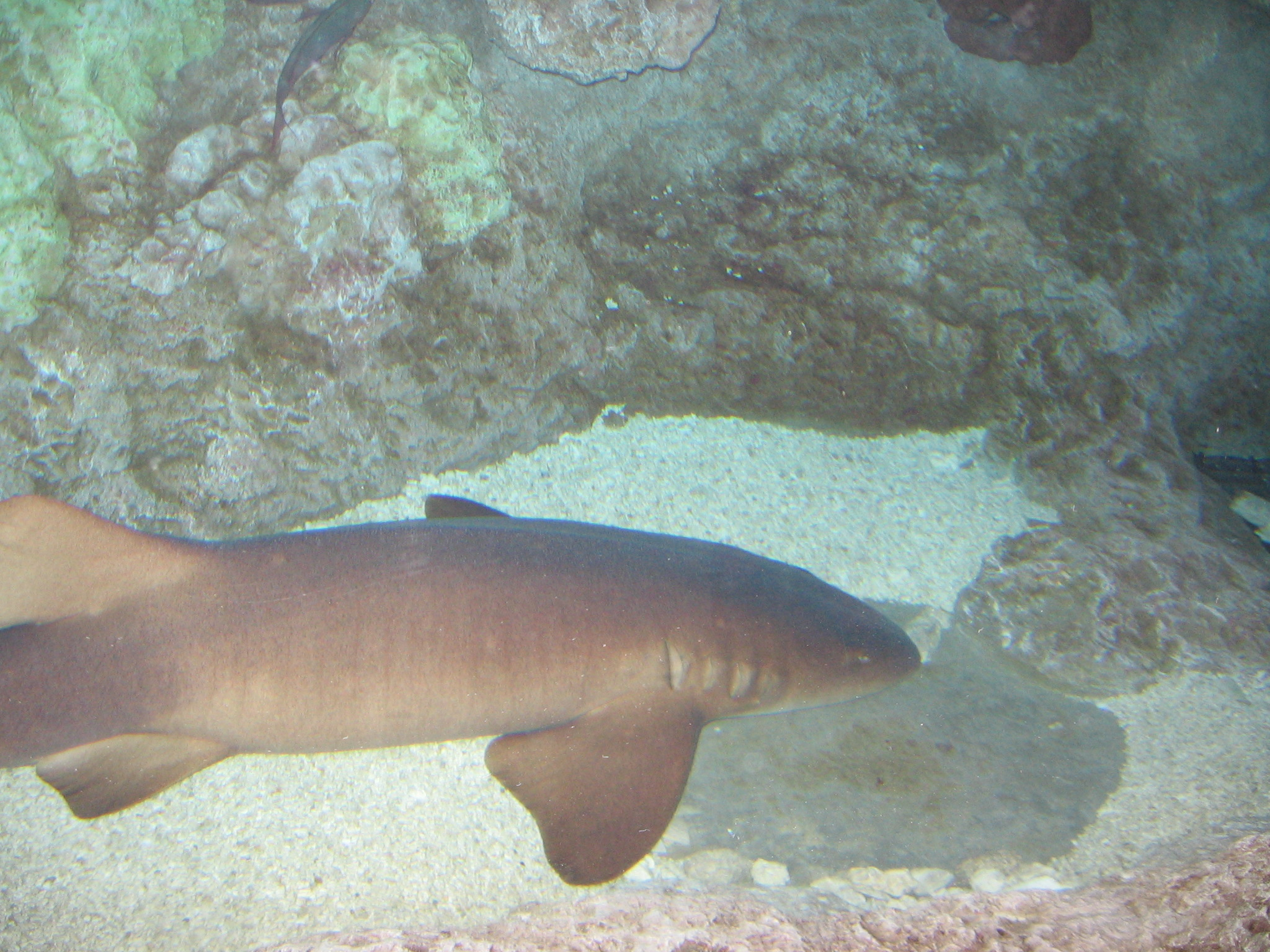
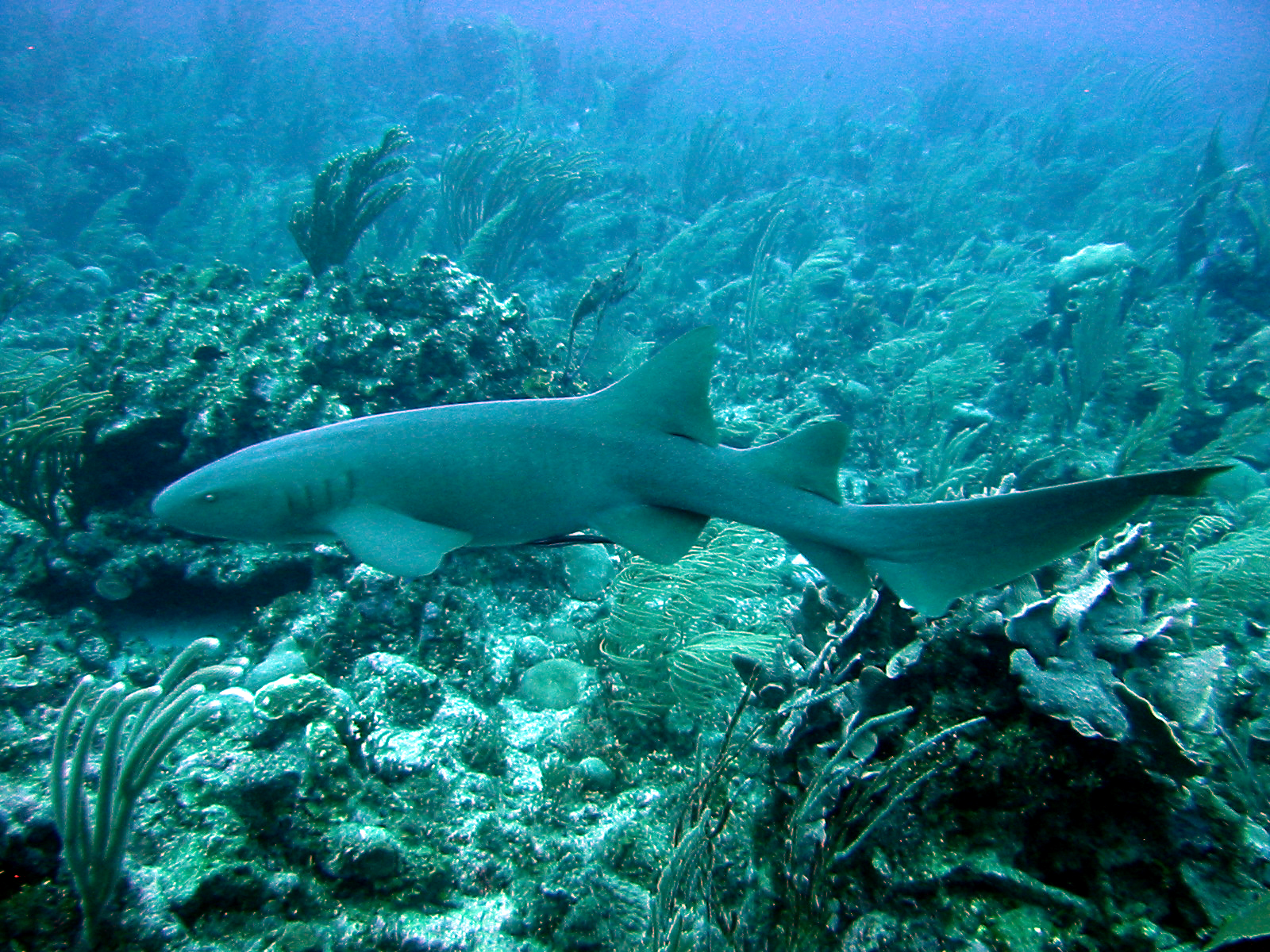